# Улах-Ан
Улах-Ан (якут. Уулаах-Аан) — село в Хангаласском улусе Республики Саха (Якутия) России. Административный центр и единственный населённый пункт Жерского наслега.

## География
Село находится на юге центральной части Якутии, в пределах левобережной части долины реки Лена, на расстоянии примерно 11 км (по прямой) к северу от города Покровск, административного центра улуса. Абсолютная высота — 84 м над уровнем моря.
Климат
Климат характеризуется как резко континентальный. Средняя температура воздуха самого тёплого месяца (июля) составляет 19 °C; самого холодного (января) — −40 °C. Среднегодовое количество атмосферных осадков составляет 200—350 мм.
Часовой пояс
Село Улах-Ан находится в часовой зоне МСК+6. Смещение применяемого времени относительно UTC составляет +9:00.

## Население
| 2002 | 2010 | 2012 | 2013 | 2014 | 2015 | 2016 |
| ---- | ---- | ---- | ---- | ---- | ---- | ---- |
| 834  | ↗838 | ↘825 | ↗827 | ↘811 | ↘808 | ↘804 |
| 2017 | 2018 | 2019 | 2020 | 2021 |      |      |
| →804 | ↘787 | ↗796 | ↗808 | ↗809 |      |      |

Половой состав
По данным Всероссийской переписи населения 2010 года, в гендерной структуре населения мужчины составляли 51 %, женщины — соответственно 49 %.
Национальный состав
Согласно результатам переписи 2002 года, в национальной структуре населения якуты составляли 95 %.

## Улицы
| - ул. Братьев Герасимовых, - ул. Дачная, - ул. Ефремова, - ул. Иванова, | - ул. Исакова, - ул. Ленская, - ул. Лесная, - ул. Майдал, | - ул. Новая, - ул. Притузова, - ул. Саввина Г.Ф., - ул. Юбилейная. |